# Bryonia afghanica
Bryonia afghanica är en gurkväxtart som beskrevs av Dieter Podlech. Bryonia afghanica ingår i Hundrovesläktet som ingår i familjen gurkväxter. Inga underarter finns listade i Catalogue of Life.